# Skoltsamische Sprache

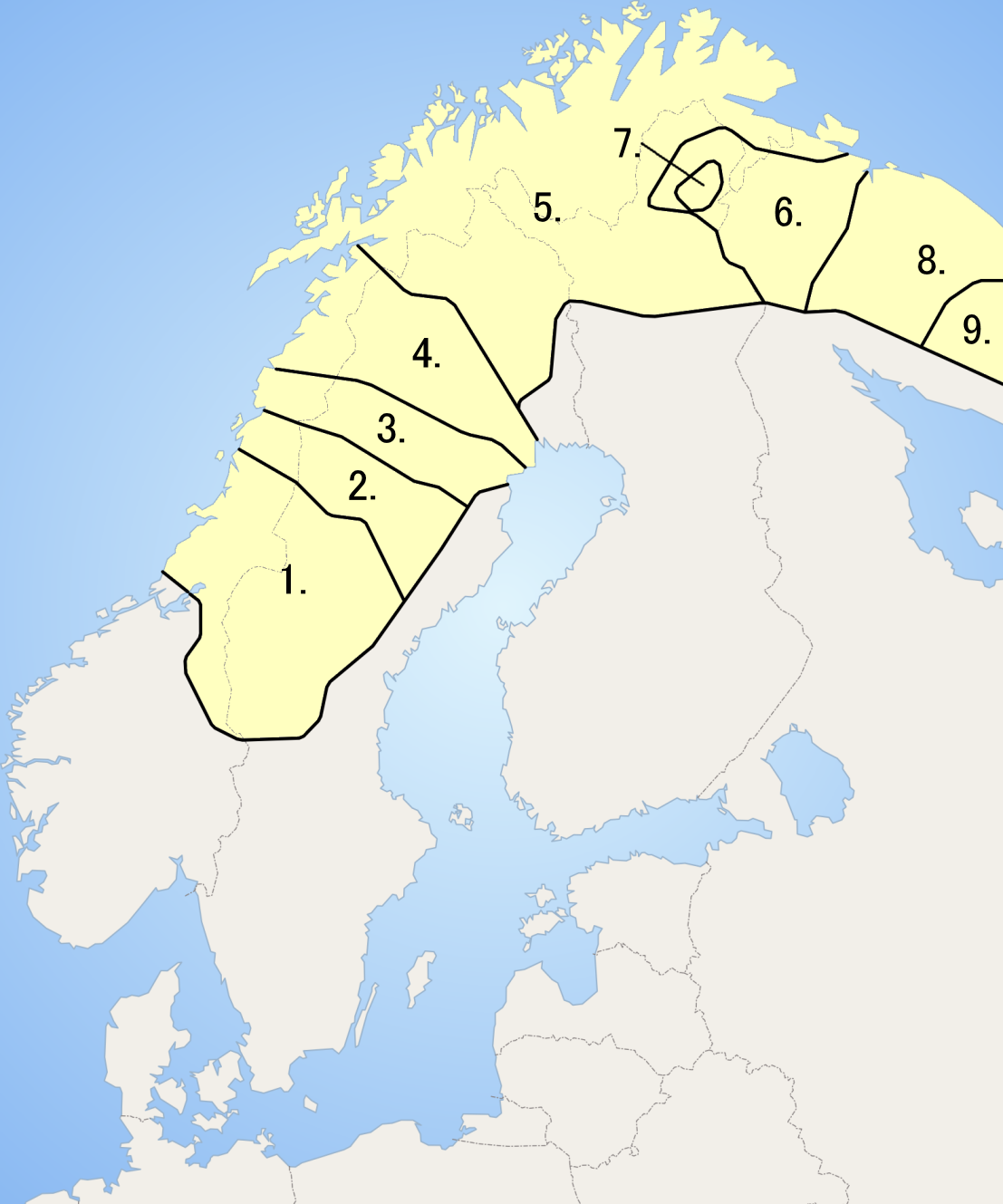
Verbreitungsgebiet des Skoltsamischen (Nr. 6) im samischen Sprachraum

Die skoltsamische Sprache (Eigenbezeichnung sääʹmǩiõll) ist eine Sprache aus der östlichen Gruppe der samischen Sprachen und gehört somit zur finno-ugrischen Hauptgruppe innerhalb der uralischen Sprachfamilie. Sie wird von geschätzten 320–330 Menschen gesprochen, davon 300 in Finnland und 20–30 in Russland.  Die skoltsamische Sprache wird dabei hauptsächlich im Nordosten Finnlands gesprochen. Die nächstverwandte Sprache ist Akkalasamisch.

## Verbreitung
Die Sprache der Skolt Saami wird hauptsächlich von den Skoltsamen in Finnland gesprochen. Diese samische Volksgruppe gehört dem orthodoxen Glauben an. Die meisten Sprecher leben in einer Reihe von Dörfern wie Sevettijärvi und Nellim in der Gemeinde Inari, die sich im finnischen Lappland nordöstlich befinden. Es gibt jedoch auch skoltsamische Sprecher, die südlich des Inari-Sees oder an der russischen Grenze lokalisiert sind. Das Hauptdorf und kulturelle Zentrum der Skolt-Saami, das Dorf Sevettijärvi, weist mit ca. 300 Einwohnern die größte Anzahl an Sprechern auf. In den anderen oben genannten Regionen wird die skoltsamische Sprache am wenigsten gesprochen, da ein Großteil der Einwohner zu den Inari Saami und Finnen gehört. Ursprünglich lebten die Skolt Saami im Gebiet von Petschenga (Petsamo). Als Finnland nach dem Zweiten Weltkrieg Petschenga an die Sowjetunion abgeben musste, wurden die Skoltsamen nach Inari umgesiedelt. In der Gemeinde Inari hat die skoltsamische Sprache seit 1992 neben Finnisch, Nordsamisch und Inarisamisch einen offiziellen Status als Minderheitensprache und ist im Behördenverkehr zugelassen. In jüngerer Zeit ist Rockmusik in skoltsamischer Sprache entstanden. Obwohl das Skoltsamische staatlich gefördert und an Schulen gelehrt wird, gilt es als hochgradig gefährdet, weil es kaum mehr an die jüngere Generation weitergegeben wird.
Daneben gibt es ca. 20 Sprecher, die in Verhnetulomskij, Tuloma, Murmashi oder verstreut an anderen Orten auf der Kola-Halbinsel in Russland wohnen. Auch in der norwegischen Kommune Sør-Varanger, v. a. im Dorf Neiden, leben traditionell Skoltsamen. Der skoltsamische Dialekt von Neiden wird zwar nicht mehr gesprochen, jedoch leben in Sør-Varanger heute mindestens 3 aus Finnland eingewanderte aktive Skoltsamischsprecher.

## Rechtschreibung
Das Skoltsamische wird nach dem offiziellen Rechtschreibstandard in einer erweiterten Version des lateinischen Alphabets geschrieben, die über folgende Buchstaben verfügt:
| A a | Â â | B b | C c | Č č | Ʒ ʒ | Ǯ ǯ | D d |
| Đ đ | E e | F f | G g | Ǧ ǧ | Ǥ ǥ | H h | I i |
| J j | K k | Ǩ ǩ | L l | M m | N n | Ŋ ŋ | O o |
| Õ õ | P p | R r | S s | Š š | T t | U u | V v |
| Z z | Ž ž | Å å | Ä ä | ʹ   |     |     |     |

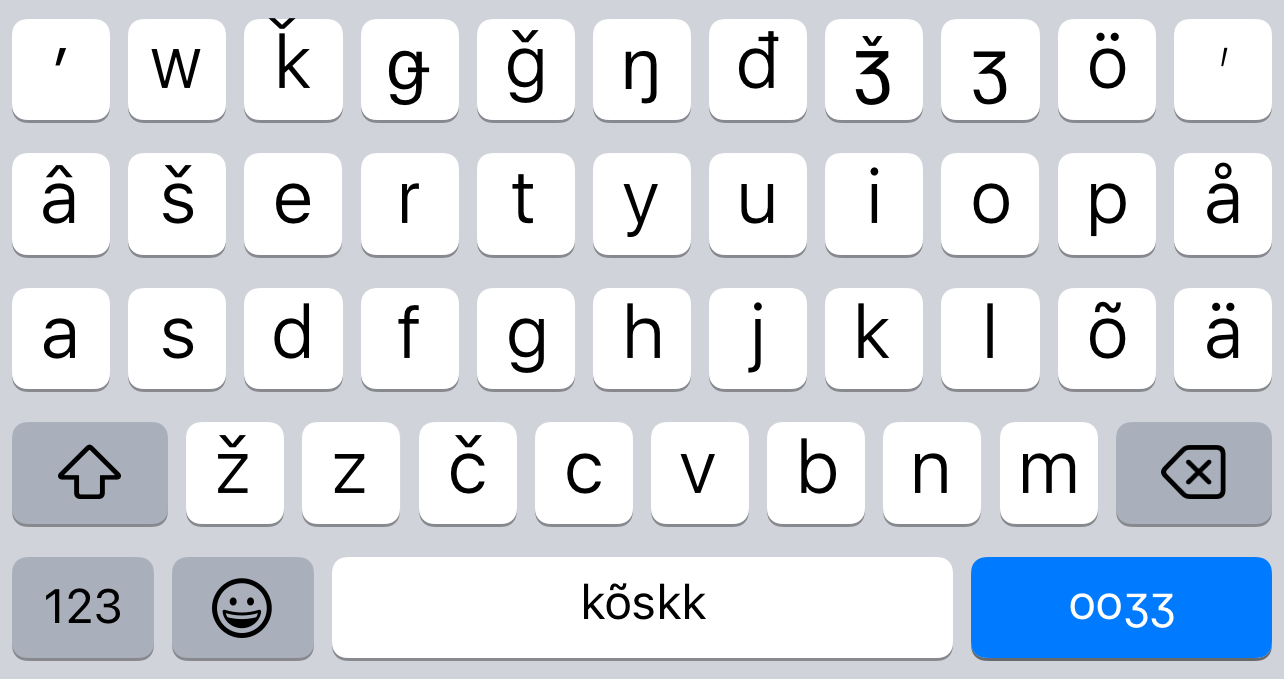
Skoltsamische Bildschirmtastatur auf einem iPhone

Für die Markierung der suprasegmentalen Palatalisierung verwendet das Alphabet einen Umschrift-Aufwärtsstrich (Unicode: U+02B9 modifier letter prime) als Buchstaben. 
In Fremdwörtern werden zusätzlich die Buchstaben Q/q [kv], W/w [bv], X/x [ks], Y/y [y], Ï/ï [ɨ], Ü/Ü [ʉ] und Ö/ö [ø] verwendet (z. B. in Namen). Das Ö wird alphabetisch hinter Ä einsortiert, das Ï und das Ü identisch zum Y.

## Grammatik
Die skoltsamische Sprache ist eine synthetische, stark gebeugte Sprache, die viele grammatikalische Merkmale mit den anderen uralischen Sprachen teilt. Skolt Saami ist jedoch keine typische agglutinierende Sprache; sie hat sich bemerklich in Richtung einer fusionalen Sprache entwickelt, ähnlich dem Estnischen. Dies steht im Gegensatz zu vielen anderen uralischen Sprachen. Daher werden Fälle und andere grammatikalische Merkmale auch durch Änderungen an der Wurzel gekennzeichnet. Viele der Suffixe der skoltsamischen Sprache sind Portmanteau-Morphe, die mehrere grammatikalische Merkmale gleichzeitig ausdrücken.
Um grammatikalische Zusammenhänge aufzuzeigen, werden in Skolt-Saami-Phrasen unterschiedliche Groß-/Kleinschreibungen bei Nominalphrasen verwendet, Verben weisen auf Personen- und Zahlenmarkierungen hin. Infolgedessen ist die Reihenfolge von Verb und Objekt weniger starr als in anderen uralischen Sprachen.

## Wortstellung
Die typischerweise verwendete SOV-Wortstellung ist in pragmatisch nicht markierten Sätzen anzutreffen. Auch in Dependenzensätzen und Komplementsätzen ist sie die vorherrschende Wortstellung, da das lexikalische Verb in der Endposition des Satzes bleibt. Eine Abweichung stellt die OVS-Stellung da, in der das Objekt vor dem Subjekt steht. Dies wird pragmatisch realisiert, wenn zu Beginn des Satzes neue Informationen eingeführt werden (Informationsstruktur) und es sich somit um eine plausible Erklärung handelt. Das Objekt steht ebenfalls vor dem Subjekt in der OSV-Konstruktion. Dies geschieht, wenn das Objekt das Topik des Satzes ist.
| neezzan                            | suâjjkååutid                   | kuårru      |
| ---------------------------------- | ------------------------------ | ----------- |
| woman.PL.NOM                       | protection.SG.NOM+skirt.PL.ACC | sew.PST.3PL |
| the women sewed protective skirts. |                                |             |
| Die Frauen nähten Schutzröcke.     |                                |             |

| piiđvaaʹldi                                     | seeʹst  | ǩieʹmn          | väʹldde      |
| ----------------------------------------------- | ------- | --------------- | ------------ |
| tax+take.NMLZ.PL.NOM                            | 3SG.LOC | saucepan.SG.ACC | take.PRS.3PL |
| the tax collectors take a saucepan from them.   |         |                 |              |
| Die Steuereintreiber nehmen Ihnen die Töpfe ab. |         |                 |              |

### Satzebene

#### V2-Stellung
In Sätzen, in denen ein Auxiliar enthalten ist, scheint es sich um das Verb-Zweit-Stellungsphänomen zu handeln, weil das Hilfsverb die 2. Position des Satzes einnimmt. Dies gelingt jedoch nur, wenn beide Verben in Hauptsätzen auftreten und nicht in Nebensätzen und, dass Adverbiale ignoriert werden.

#### Informationsstruktur
Die OVS-Wortstellung wird verwendet, um neue Informationen einzuführen. Dabei steht die neue Information am Satzbeginn. Ähnlich verhält es sich auch bei der OSV-Konstruktion, in der das Objekt das Topik des Satzes ist und daher pragmatisch markiert wird. Darüber hinaus gibt es auch den Partikel k'al (dt. ja), der als Fokusmechanismus verwendet wird. Als Kontrastmechanismus wird die ungewöhnliche Konstruktion vom lexikalischen Verb vor dem Auxiliar angesehen. Diese Positionierung dient dazu, das Hauptverb zu fokussieren, und löst somit einen Kontrast zum vorherigen Satz aus.

### Phrasenebene

#### Nominalphrase
Nominalphrasen, die nicht die Rolle eines Kernargumentes in einer Phrase haben, weisen oft eine adverbiale Funktion auf. Anhand des reichhaltigen grammatikalischen Fälle-Systems der Skolt Saami werden Informationen durch Nominalphrasen ausgedrückt, die stattdessen in vielen Sprachen mittels eines präpositionale Phrase ausgedrückt werden. Eine adverbiale Nominalphrase kann aus einem einzigen Kopf bestehen, oder wie in dem unteren Beispiel aus einem modifizierten Substantiv.
| puk                                            | oummu         | noorõʹtte               | põʹrtte      |
| ---------------------------------------------- | ------------- | ----------------------- | ------------ |
| all                                            | person.PL.NOM | gather.together.PST.3PL | house.SG.ILL |
| all the people gathered together in the house. |               |                         |              |
| All diese Leute versammelten sich im Haus.     |               |                         |              |

#### Postpositionalphrase
Die skoltsamische Sprache ist überwiegend eine postpositionale Sprache, jedoch existiert auch eine Anzahl an Präpositionen, die vor dem zu regierenden Substantiv stehen. Alle Positionen regeln den Genitivfall. Es gibt aber auch eine Reihe von Positionen, die entweder vor oder nach dem zu regierenden Substantiv erscheinen können. Hierbei ist jedoch die semantische Funktion nicht recht bekannt.
| tõn                                                                        | mâŋŋa | puäʹldde     | leʹbe | aunnsen      | õʹnne       |
| -------------------------------------------------------------------------- | ----- | ------------ | ----- | ------------ | ----------- |
| DIST.SG.GEN                                                                | after | burn.PRS.3PL | or    | material.ESS | use.PST.3PL |
| after that, they burnt (the tree) or used (it) as material.                |       |              |       |              |             |
| Anschließend verbrannten sie (den Baum) oder benutzten (ihn) als Material. |       |              |       |              |             |

## Phonologie
Die skoltsamische Phonologie ist wegen ihres Reichtums an Phonemen und dem Vorhandensein von bedeutungsunterscheidenden suprasegmentalen Merkmalen äußerst kompliziert.

### Phoneme
Das Skoltsamische verfügt über zehn Vokalphoneme: A [⁠ɑ⁠], Â [⁠ɜ⁠], E [⁠e⁠], E [⁠ɛ⁠], I [⁠i⁠], O [⁠o⁠], Õ [⁠ɘ⁠], U [⁠u⁠], Å [⁠ɔ⁠] und Ä [⁠a⁠]. Der Buchstabe E kann also für zwei verschiedene Phoneme stehen. Die Unterscheidung zwischen langen und kurzen Vokalen ist phonematisch und in der Schrift durch die Verdopplung des Vokalbuchstabens angezeigt (z. B. leʹtt „Gefäß“, leeʹtt „Gefäße“). Dazu kommen zwölf Diphthonge: eâ [eɜ], eä [ea], iâ [iɜ], ie [ie], ie [iɛ], iõ [iɘ], ue [ue], ue [uɛ], uõ [uɘ], uå [uɔ] und uä [ua]. Auch bei ihnen kann die Länge bedeutungsunterscheidend sein, obwohl Diphthonglänge in der Schrift nicht wiedergegeben wird.
Die Anzahl der Konsonantenphoneme beträgt 27. Konsonanten können sowohl im In- als im Auslaut lang (in der Schrift verdoppelt) vorkommen. In der Schrift werden die Affrikaten mit C [⁠ts⁠], Ʒ [⁠dz⁠], Č [⁠tʃ⁠], Ǯ [⁠dʒ⁠], Š [⁠ʃ⁠] und Ž [⁠ʒ⁠] wiedergegeben, die palatalen Plosive mit Ǩ [⁠c⁠] und Ǧ [⁠ɟ⁠]. Der Querstrich steht für eine frikative Aussprache, also Đ [⁠ð⁠] und Ǥ [⁠ɣ⁠]. Der ng-Laut [⁠ŋ⁠] wird mit Ŋ geschrieben.

### Suprasegmentale Merkmale
Als suprasegmentales Merkmal kommt im Skoltsamischen das palatalisierende Suprasegmental vor, das die Aussprache der gesamten Silbe beeinflusst. In der Schrift wird es durch eine modifizierende Prime (ʹ) zwischen einem betonten Vokal und dem folgenden Konsonanten wiedergegeben (z. B. kåʹll „Gold“). Das suprasegmentale Merkmal ist bedeutungsunterscheidend, vgl. väärr („Reise“), vääʹrr („Berg, Hügel“).
Die suprasegmentale Palatalisierung hat drei phonetische Auswirkungen: Der betonte Vokal wird in suprasegmental palatalisierten Silben etwas weiter vorne ausgesprochen. Der folgende Konsonant oder die folgende Konsonantenverbindung wird leicht palatalisiert. Neben der suprasegmentalen Palatalisierung kommt Palatalisierung auch als segmentales Merkmal einzelner Konsonanten vor. Palatalisierte Konsonanten können auch in suprasegmental palatalisierten Silben vorkommen. Bei einsilbigen Wörtern, die auf einen Konsonanten enden, wird am Wortende ein nicht phonematischer unbetonter Vokal gesprochen. Dieser Vokal klingt bei suprasegmental palatalisierten Silben nach einem e, sonst nach einem a (z. B. mieʹll [miellɘ̯] „Sandbank“).

### Betonung
Das Skoltsamische kennt eine primäre, sekundäre, tertiäre und Null-Betonung. Die erste Silbe jedes skoltsamischen Wortes trägt stets den Hauptton (primäre Betonung). Bei Wörtern mit zwei oder mehr Silben erhält die letzte Silbe eine leichte (tertiäre) Betonung, bei Wörtern mit drei Silben wird die mittlere Silbe zudem stärker betont als die letzte aber schwächer als die erste (sekundäre Betonung). Konjunktionen, Postpositionen, Partikeln und einsilbige Pronomina sind unbetont.
Bei Formen im Abessiv und Komitativ Singular wird dieses System jedoch bei mehrsilbigen Wörtern verändert. In diesem Fall trägt die vorletzte Silbe nicht, wie zu erwarten wäre, eine sekundäre, sondern ebenso wie die Endung eine tertiäre Betonung.

## Kasus
Das Skoltsamische kennt neun Kasus: Nominativ, Genitiv, Akkusativ, Lokativ, Illativ, Komitativ, Abessiv, Essiv und Partitiv. Genitiv und Akkusativ sind im Singular formengleich.
Der Nominativ ist, wie in allen uralischen Sprachen, endungslos und bezeichnet meistens das Subjekt oder Prädikatsnomen. Der Nominativ Plural ist in den meisten Flexionsklassen ebenfalls endungslos und immer mit dem Genitiv Singular formengleich.
Der Genitiv Plural hat die Endung -i. Der Genitiv bezeichnet einen Besitz (Tuʹst lij mu ǩeʹrjj „Du hast mein Buch“). Daneben steht das Gezählte bei Zahlwörtern zwischen 2 und 6 im Genitiv (kuõʹhtt põõrt „zwei Häuser“). Alle Präpositionen und die meisten Postpositionen regieren den Genitiv (Sij mõʹnne ääkkäd årra „Sie gingen zu deiner Großmutter“). Der Genitiv wird zunehmend anstelle des Partitivs verwendet.
Der Akkusativ ist der Kasus des direkten Objekts. Im Singular ist er endungslos, im Plural hat er ebenso wie der Illativ Plural die Endung -d, vor der das Pluralkennzeichen -i- steht.
Der Lokativ hat im Singular die Endung -st und im Plural -n. Er drückt eine räumliche Lage (Kuäʹđest lij ǩeʹrjj „In der Kohte ist ein Buch“), eine räumliche Herkunft (Niõđ puõʹtte domoi Čeʹvetjääuʹrest „Die Mädchen kamen nach Hause aus Sevettijärvi“) oder einen Besitz (Suʹst lij čâustõk „Er/sie hat ein Lasso“) aus. Zudem regieren manche Verben den Lokativ.
Der Illativ hat im Singular drei verschiedene Endungen, -a, -e und -u. Im Plural hat er ebenso wie der Akkusativ Plural die Endung -d, vor der das Pluralkennzeichen -i- steht. Der Illativ drückt eine Bewegungsrichtung oder das indirekte Objekt aus.
Der Komitativ hat im Singular die Endung -in und im Plural -vuiʹm. Er drückt aus, mit wem oder was etwas gemacht wird (Njääʹlm sekstet leeiʹnin „Der Mund wird mit einem Tuch abgewischt“; Vuõʹlğğem paaʹrnivuiʹm ceerkvest „Ich ging mit den Kindern aus der Kirche“).
Der Abessiv hat sowohl im Singular als im Plural die Endung -tää. Sie trägt stets die tertiäre Betonung. Er drückt einen Mangel (ohne wen oder was) aus (Sij mõʹnne niõđitää põʹrtte „Sie gingen ohne die Mädchen ins Haus“).
Der Essiv drückt einen Zustand (als was) aus. Er kommt nicht im Plural vor, die Dualformen werden noch bei Pronomen benutzt.
Der Partitiv kommt nur im Singular vor und kann durch den Genitiv ersetzt werden. Seine Endung ist -d. Bei Zahlwörtern über 6 steht das Gezählte im Partitiv (kääuʹc čâustõkkâd „acht Lassos“). Außerdem kommt er bei bestimmten Postpositionen (kuäʹtted vuâstta „gegen eine Kohte“) und beim Komparativ (kåʹlled pueʹrab „besser als Gold“) vor.
|            | Singular                 | Plural                            |
| ---------- | ------------------------ | --------------------------------- |
| Nominative | čuäcc [t͡ʃwatt͡s]          | čuäʒʒ [t͡ʃwadd͡z]                   |
| Genitive   | čuäʒʒ [t͡ʃwahdd͡z]         | čuäʒʒ-a-i [t͡ʃwahdd͡zɑj]            |
| Akkusative | čuäʒʒ [t͡ʃwahdd͡z]         | čuäʒʒ-a-i-d [t͡ʃwahdd͡zɑjd]         |
| Illative   | cuåc'c-u [t͡ɕwɔ̟htʲt͡su]    | čuäʒʒ-a-i-d [t͡ʃwahdd͡zɑjd]         |
| Locative   | čuäʒʒ-a-st [t͡ʃwahdd͡zɑst] | čuäʒʒ-a-i-n [t͡ʃwahdd͡zɑjn]         |
| Comitative | čuäʒʒ-a-in [t͡ʃwahdd͡zɑjn] | čuäʒʒ-a-i-vui´m [t͡ʃwahdd͡zɑjvʲɥi̟m] |
| Abessive   | čuäʒʒ-tää [t͡ʃwahdd͡ztaː]  | čuäʒʒ-a-i-tää [t͡ʃwahdd͡zɑjtaː]     |
| Essive     | čuäcc-a-n [t͡ʃwahtt͡sɑn]   | –                                 |
| Partitive  | čuäcc-a-d [t͡ʃwahtt͡sɑd]   | –                                 |

## Verb
Die Konjugation der Verben der skoltsamischen Sprache weist auf die Person (1.–4. Person), Modus (potenziell, konditional und imperativ) Zeitform (Vergangenheit, Nicht-Vergangenheit) und Anzahl hin.
|                    | Nicht-Vergangenheit | Vergangenheit | Potentialis | Konditional | Imperativ |
| ------------------ | ------------------- | ------------- | ----------- | ----------- | --------- |
| 1. Person Singular | kuulam              | kuʹllem       | kuulžem     | kuulčem     | -         |
| 2. Person Singular | kuulak              | kuʹlliǩ       | kuulžiǩ     | kuulčiǩ     | kuul      |
| 3. Person Singular | kooll               | kuuli         | kuulâž      | kuulči      | koolas    |
| 1. Person Plural   | kuullâp             | kuulim        | kuulžep     | kuulčim     | kuullâp   |
| 2. Person Plural   | kuullveʹted         | kuulid        | kuulžid     | kuulčid     | kuullâd   |
| 3. Person Plural   | koʹlle              | kuʹlle        | kuulže      | kuulče      | kollaz    |
| 4. Person          | kuulât              | kuʹlleš       | kuulžet     | kuulčeš     | -         |

Es gibt vier verschiedene grammatische Personen:
- erste Person
- zweite Person
- dritte Person
- vierte Person, die auch indefinite Person genannt wird (unbestimmt)

Das skoltsamische Verb wird in drei Personen und einer unpersönlichen Form („4. Person“) und zwei Numeri (Singular, Plural) konjugiert. Es kennt zwei einfache (Vergangenheit und Nicht-Vergangenheit) und zwei zusammengesetzte (Perfekt, Plusquamperfekt) Tempora, fünf Modi (Indikativ, Imperativ, Konditional, Potential und Optativ) sowie sechs Nominalformen (Infinitiv, Gerundium, Aktiv-Partizip, Abessiv, Präsens-Partizip und Vergangenheits-Partizip). Wie die anderen samischen Sprachen, das Finnische und das Estnische verwendet das Skoltsamische ein Verneinungsverb. Anders als bei den übrigen samischen Sprachen, die einen Dual besitzen, wird im Skoltsamischen beim Verneinungsverb nicht zwischen Dual und Plural unterschieden.
Die Verben in Skolt Saami fallen in vier funktionale Klassen, die als 1., 2., 3. und 4. Klasse bezeichnet werden. Die Konjugationsklassen 1, 2 und 4 können weiter in drei Gruppen unterteilt werden, basierend auf der Vokalhöhe des Vokalzentrums und dem Fehlen oder Vorhandensein der Palatalisierung. Bei dieser Palatalisierung kann die Unterteilung in Gruppe A, B und C vorgenommen werden. Diese Unterteilung ist nicht für die Verben der 3. Klasse verwendbar. Dabei endet die infinitive Form aller Skolt Saami-Verben entweder mit -âd, -ad oder -ed.
Infinitiv                                    Flektionsstamm
maaššâd (glücklich sein)           → maašš–
čeâk'kjed (begraben werden)    → čeâk'kj–

### 1., 2., 3. und 4. Verb-Klasse
Die Flexionsparadigmen der 1. Verb-Klasse (nach Feist) enden entweder mit einer kurzen oder langen Konsonant-Gemination, oder einem langen Konsonanten-Cluster. Bei der 2. Verb-Klasse enden die Flexionsparadigmen in einer Reihe von Konsonanten, die keine Cluster-Bildung vorweisen, sofern an ihnen auch keine Suffixe angehängt wurden. Sobald ein Suffix verwendet wurde, muss ein Vokal verwendet werden, mit Ausnahme von Stämmen, die mit -j- enden. Diese Stämme sind der 3. Verb-Klasse zugehörig. Die infinitiven Formen der 4. Verbklasse enden mit -eed, daher weist das Flexionsparadigma am Ende eines Verbs eine -e Endung auf, nachdem das Suffix -ed entfernt wurde.
| Verb-Klasse | Infinitiv                   | Flexionsparadigma |
| ----------- | --------------------------- | ----------------- |
| 1           | kuärŋŋad (klettern)         | kuärŋŋ            |
| 2           | mainsted (sagen/erzählen)   | mainst            |
| 3           | sedggjed (schwach sichtbar) | sedggj            |
| 4           | ääʹveed (öffnen)            | ääʹve             |

### Eigenschaften der A, B, C Verbgruppen
Verben aus der Gruppe A (nach Feist) weisen Vokale aus der „hohen“ Gruppe der „hoch-niedrig“-Vokalpaare auf, die Palatalisierung ist in der Infinitivform nicht vorhanden. Die B Verbgruppe weist Vokale der „niedrigen“ Gruppe auf, die wie bei der A Verbgruppe in derselben Umgebung eingebettet sind. Auch hier ist der Palatalisierung keine Infinitivform vorhanden. Verben aus der C-Gruppe betten Vokale aus der sowohl „hohen“ als auch „niedrigen“ Gruppe ein, sie unterscheiden sich aber von den anderen Verbgruppen durch die Palatalisierung in der Infinitivform. Anhand des letzten Vokals in der Infinitivform, kann man die Verben in den jeweiligen Verbgruppen zuordnen. Verben, die mit -âd enden, gehören zur Gruppe A, und solche, die mit -ad enden, gehören zu der Gruppe B. Verben, die mit -ed enden, gehören zu der C-Gruppe. Diese Gruppenidentifikation greift nicht für Verben aus der 2. Verb-Klasse, da diese auf -ed enden.
| Klassifizierung    | Beispiel              | Erklärung                        |
| ------------------ | --------------------- | -------------------------------- |
| 1. Klasse Gruppe A | kaggâd (aufsteigen)   | (a) hoher Vokal, Endung –âd      |
| 1. Klasse Gruppe B | mäccad (falten)       | (ä) niedriger Vokal, Endung -ad  |
| 1. Klasse Gruppe C | pääʹcced (bleiben)    | palatalisiert, Endung -ed        |
| 2. Klasse Gruppe A | juurdčed (erwägen)    | (u) hoher Vokal                  |
| 2. Klasse Gruppe B | mååjjmed (lächeln)    | (å) niedriger Vokal              |
| 2. Klasse Gruppe C | ǩeeʹrjted (schreiben) | palatalisiert                    |
| 4. Klasse Gruppe A | vaulleed (bremsen)    | (a) hoher Vokal, Endung -eed     |
| 4. Klasse Gruppe B | âskkeed (umarmen)     | (â) niedriger Vokal, Endung -eed |
| 4. Klasse Gruppe C | oiʹǧǧeed (drücken)    | palatalisiert                    |

Die dritte Verbklasse wird nach Feist nicht mit den anderen Gruppen aufgeführt, da die Palatalisierung in der infinitiven Form mit einem -e in der 2. Person (Singular) im Imperativ endet, statt einem -u.
| Klassifizierung                | Beispiel                 | Erklärung           | 2. Person (Singular) Imperativ |
| ------------------------------ | ------------------------ | ------------------- | ------------------------------ |
| 3. Klasse, nicht palatalisiert | čåuddjed (verlieren)     | nicht palatalisiert | čouddu                         |
| 3. Klasse, palatalisiert       | võʹllʼjed (hochspringen) | palatalisiert       | võʹllʼje                       |

### Auxiliar
In Skolt Saami gibt es zwei Hilfsverben, die viele Verwendungen haben, wie beispielsweise periphrastisches Tempus, Perfekt, progressiver Aspekt, lokative Konstruktionen und Passiv. Dabei folgt das lexikalische Verb immer dem Auxiliar.
- Das erste von ihnen ist das Verb lee'd (dt. sein), das in vielen Formen unregelmäßig auftritt und daher keiner Flexionsklasse zugeordnet werden kann.
- Das zweite Hilfsverb ist das negative Hilfsverb, das keine Infinitivform hat. Allerdings wird das negative Suffix –ga an das Auxiliar lee'd gehängt. Das negative Hilfsverb flektiert nur für Person und Numerus, während Tempus und Modus auf dem ebenso vorkommenden lexikalischen Verb markiert wird. Bei Fragen ist das negative Auxiliar Satz-final, um dem Nachdruck zu verleihen[4]

|                    | Nicht-Vergangenheit | Vergangenheit | Potentialis | Konditional | Imperativ |
| ------------------ | ------------------- | ------------- | ----------- | ----------- | --------- |
| 1. Person Singular | leäm                | le´jjem       | leʹžžem     | leʹččem     | -         |
| 2. Person Singular | leäk                | le´jjiǩ       | leʹžžiǩ     | leʹččiǩ     | leäk'ku   |
| 3. Person Singular | lij                 | leäi          | leežž       | leʹčči      | leäǥǥas   |
| 1. Person Plural   | leä´p               | leeiʹm        | leʹžžep     | leʹččim     | leäk'kap  |
| 2. Person Plural   | leä´ped             | leeiʹd        | leʹžžveʹted | leʹččid     | leäk'ku   |
| 3. Person Plural   | lie, liâ            | leʹjje        | leʹžže      | leʹčče      | leäk'kaz  |
| 4. Person          | leät                | leʹjješ       | leʹžžet     | leʹččeš     | -         |

### Negatives Verb
In uralische Sprachen findet man wie im Finnischen und im Skoltsamischen eine Verbform vor, die eine negierende Funktion hat, das „Negativ-Verb“. Im Skoltsamischen kongruiert das negative Verb mit dem Modus (Imperativ, Indikativ, Optativ), der Person (1.–4. Person) und dem Numerus (Singular, Plural).
| Person | Person   | Indikativ | Imperativ | Optativ   |
| ------ | -------- | --------- | --------- | --------- |
| 1      | Singular | jiõm      | –         | –         |
| 1      | Plural   | jeäʹp     | –         | jeälˈlap  |
| 2      | Singular | jiõk      | jeäʹl     | jeäʹl     |
| 2      | Plural   | jeäʹped   | jieʹlˈled | jieʹlˈled |
| 3      | Singular | ij        | –         | jeälas    |
| 3      | Plural   | jie ~ jiâ | –         | jeälˈlas  |
| 4      | 4        | jeäʹt     | –         | –         |

### Modus
Die skoltsamische Sprache hat 5 grammatische Modi:
- Indikativ
- Imperativ
- Konditional
- Potentialis
- Optativ[4]

### Tempus
Das Skoltsamische hat zwei einfache Zeitformen:
- Vergangenheit: „Puõʹttem škoouʹle jåhtta.“   (Gestern ging ich zur Schule.)
- Nicht-Vergangenheit: „Evvan puätt mu årra täʹbbe.“ (John kommt heute zu mir nach Hause.)

Des Weiteren findet man selten auch zwei zusammengesetzte Zeitformen:
- Perfekt
- Plusquamperfekt[4]

### Aspekt
Der Aspekt wird in Skolt Saami auf drei Arten ausgedrückt: (i) periphrastisch mit einem Hilfsverb, (ii) periphrastisch mittels eines Partizips und einer Aspektkonstruktion oder (iii) durch eine morphologische Markierung auf dem Verb.
Der progressive Aspekt wird durch das Hilfsverb leeʹd markiert, gefolgt vom progressiven Partizip des lexikalischen Verbs. Der progressive Aspekt kann in einer der vier Zeitformen auftreten, die durch das Hilfsverb gekennzeichnet sind.

## Nominalmorphologie
Nominale flektieren über Numerus (Singular und Plural) und über neun grammatische Kasus (Nominativ, Akkusativ, Genitiv, Illativ, Lokativ, Komitativ, Abessiv, Essiv, Partitiv), die durch Suffixe am Wort markiert werden. In der Tabelle erkennt man, dass Singular Nominativ, Sg. Akkusativ, Sg. Genitiv sowie Nominativ Plural keine Suffixe haben. Der Genitiv Plural nimmt lediglich den Pluralmarker -i als Suffix. Dennoch macht es den Kasus einzigartig. Das Zeichen # zeigt an, dass es vor dem Suffix zu einer Vokalveränderung kommt. Der Asterisk * stellt ebenso einen Vokal in unterschiedlicher Qualität dar.
|           | Singular | Plural  |
| --------- | -------- | ------- |
| Nominativ |          |         |
| Akkusativ |          | i-d     |
| Genitiv   |          | i       |
| Illativ   | *        | i-d     |
| Lokativ   | #st      | i-n     |
| Komitativ | in       | i-vuiʹm |
| Abessiv   | tää      | i-tää   |
| Essiv     | #n       |         |
| Partitiv  | #d       |         |

Dies macht Skolt Saami zu einer morphologisch komplexen Sprache und sorgt dafür, dass der Stamm eines Nomens in verschiedenen syntaktischen Kontexten eine Vielzahl von Realisierungen hat. Durch das Suffix –mõš können Wörter nominalisiert werden. Darüber hinaus lassen sich alle Nomen und Pronomen mit Hilfe der Genitivform zu einem Besitzer des Nomens modifizieren. Generell gilt, dass Nominale nach Veränderungen der Vokalqualität, der Vokallänge, der Konsonantenqualität, der Konsonantenlänge, der Palatalisierung und der Epenthese flektieren. Daher gibt es über siebzig unterschiedliche Realisierungsformen, welche in 12 verschiedenen Flexionsklassen unterteilt werden:
| Klasse | Silbenanzahl in Sg. Nom                                          | Konsonantenzentrum          | endet auf | Einteilung in Gruppen? | Suffixvokal             | Illativvokal   |
| ------ | ---------------------------------------------------------------- | --------------------------- | --- | --- | ----------------------- | -------------- |
| 1      | monosilbisch (über 50 % aller Nominale gehören dieser Klasse an) | stark                       | langer/ kurzer Geminat langes Konsonantencluster | ja (A: hoher Vokal, nicht palatalisiert; B: niedriger Vokal, nicht palatalisiert; C: Vokal palatalisiert)                                            | A: â B: a C: e          | A: e B: u C: a |
| 2      | monosilbisch (ca. 10 % aller Nominale gehören dieser Klasse an)  | schwach                     | Vokal (Ausnahme: Sg.Nom) | ja (A: hoher Vokal, i-final; B: u-final) | A: e B: a / e           | A: a B: a      |
| 3      | monosilbisch                                                     | schwach                     | wie Klasse 2 (anders ist nur: Pl. Nom = disilbisch und Konsonant-final)                                                                               | nein | e                       | a              |
| 4      | disilbisch                                                       | stark (nur Sg. Nom schwach) | finaler Konsonant entweder l, m, n, r, s, š, z oder ž, oder sehr selten nj                                                                            | ja (A: hoher Vokal, nicht palatalisiert; B: niedriger Vokal, nicht palatalisiert; C: Vokal palatalisiert)                                            | e                       | a              |
| 5      | ≥ disilbisch                                                     |                             | finaler Silbenvokal ist õ, und finaler Konsonant (stark) ist entweder k, s oder š                                                                     | | â                       | e              |
| 6      | ≥ disilbisch                                                     | stark (nur Pl. Nom schwach) | i-final | nein | e                       | a              |
| 7      | disilbisch                                                       | stark (alle)                | i-final | nein | e                       | a              |
| 8      | ≥ disilbisch                                                     | (nur Sg. Nom stark)         | Konsonant-final (Abgrenzung Klasse 4: letzte Silbe die Struktur CVCC, abgeleitetes Substantiv, der Endkonsonant ist nicht l, m, n, r, s, š, z oder ž) | nein | e                       | a              |
| 9      | ≥ disilbisch                                                     |                             | až, âz, ež oder už, laž (Diminutive) | ja (A: enden auf â oder ež, hoher Vokal, palatalisiert, e-final; B: enden auf už, nicht palatalisiert; C: enden auf až, nicht palatalisiert, a-final | e                       | e              |
| 10     | ≥ disilbisch                                                     |                             | šeǩ, neǩ oder ne'ǩǩ | nein | e                       | a              |
| 11     | disilbisch                                                       |                             | d-final, auch prädikative Form einiger Adjektive | nein | e / ee                  | ä / ää         |
| 12     | disilbisch                                                       |                             | b-final, Komparativ (endet auf ääb) | unterschieden wird zwischen Komparativ, die auf ääb enden und Komparativ, die keine Endung haben                                                     | ääb: u k. Endung: â / u | e              |

### Adpositionen
Durch das reiche grammatikalische Kasussystem von Skolt Saami ist es möglich, dass eine Nominalphrase, die aus einem einzigen Hauptnomen besteht und nicht das Kernargument eines Satzes darstellt, keine Präpositionalphrase benötigt, um eine adverbiale Funktion zu haben. Dennoch sind Adpositionen in Skolt Saami vorhanden, die alle den Genitiv verlangen. Es werden überwiegend Postpositionen verwendet, die hinter dem Wort stehen, auf welches sie sich beziehen. Allerdings gibt es auch 2 Präpositionen kâskka und ouddâl, die vor dem Wort auftreten, auf welches sie sich beziehen. Darüber hinaus gibt es eine ganze Reihe an Wörtern, die sowohl Post- als auch Präposition sein können.
| Postposition | Übersetzung                                                             | Präposition | Übersetzung                 | beides  | Übersetzung       |
| ------------ | ----------------------------------------------------------------------- | ----------- | --------------------------- | ------- | ----------------- |
| ââlda        | nah                                                                     | kâskka      | in der Mitte von, zur Mitte | čõõđ    | durch             |
| âʹlnn        | auf (oben), (von) nach                                                  | ouddâl      | Vorher, bevor               | mâŋŋa   | nach              |
| kõõskâst     | zwischen, in der Mitte von                                              |             |                             | pâ′jjel | über              |
| kõʹsǩǩe      | zwischen, in der Mitte von                                              |             |                             | pirr    | um, herum         |
| ǩeäcca       | bis zum Ende                                                            |             |                             | rââst   | quer durch, durch |
| ǩeeʹjjest    | in… Zeit, später                                                        |             |                             |         |                   |
| luʹnn        | in, in der Nähe von, neben                                              |             |                             |         |                   |
| luzz         | nahe bei, nahe (Bewegung ausdrücken)                                    |             |                             |         |                   |
| mââibeä′lnn  | hinten (z. B. dahinter folgen)                                          |             |                             |         |                   |
| mââibeälla   | hinten (z. B. dahinter folgen)                                          |             |                             |         |                   |
| mieʹldd      | (zusammen) mit, durch                                                   |             |                             |         |                   |
| ooudâst      | vor, vor dem, im Auftrag von                                            |             |                             |         |                   |
| ou′dde       | vor (Bewegung ausdrücken)                                               |             |                             |         |                   |
| paaldâst     | neben, von neben an                                                     |             |                             |         |                   |
| pa′ldde      | neben (Bewegung ausdrücken)                                             |             |                             |         |                   |
| puõtt        | gegenüber                                                               |             |                             |         |                   |
| pääiʹk       | durch, via                                                              |             |                             |         |                   |
| räjja        | bis                                                                     |             |                             |         |                   |
| rääi         | an…vorbei                                                               |             |                             |         |                   |
| se′st        | innen, von innen, innerhalb, zwischen                                   |             |                             |         |                   |
| sizz         | in (Bewegung ausdrücken), in                                            |             |                             |         |                   |
| tuâǥǥ        | hinter (drückt das Überschreiten/ vorbei gehen hinter einen Objekt aus) |             |                             |         |                   |
| tuâkka       | hinter (Bewegung ausdrücken)                                            |             |                             |         |                   |
| tue′ǩǩen     | hinter (Lokation ausdrücken), nach, in einer Entfernung von             |             |                             |         |                   |
| vuâlla       | unter (Ausdruck Bewegung unter ein Objekt)                              |             |                             |         |                   |
| vue′lnn      | unter (Lokation ausdrücken), von unten                                  |             |                             |         |                   |
| vuâstta      | gegen                                                                   |             |                             |         |                   |

### Determinierer
Determinierer haben eine schwache Deklination, was bedeutet, dass nur das Hauptnomen nach Kasus und Numerus flektiert. Sie können sowohl als Modifizierer und auch als Kopfnomen fungieren. Als Determinierer werden die drei Demonstrativpronomen tät (dt. dieser), tõt (dt. das) und tut (dt. das), die unten behandelt werden, gesehen.

## Pronominalsystem

### Personalpronomen
Die Personalpronomina kommen in drei Numeri vor: Singular (Einzahl), Dual (Zweizahl) und Plural (Mehrzahl) und unterscheiden sich noch dazu nach der Person (1., 2. und 3.). Somit gibt es 9 verschiedene Personalpronomina; dabei wird nicht zwischen männlichen und weiblichen Pronomina unterschieden (son „er“ oder „sie“). Bei diesen Pronomen trifft man noch den Dual an, obwohl dieser in der Sprache nicht mehr existiert. Aus diesem Grund treten sie nur mit der dazugehörigen Pluralform des Verbs auf. Die Personalpronomen im Skolt Saami flektieren nach jedem Kasus in Singular, jedoch mit Einschränkungen im Dual und Plural. Dualpronomen flektieren für alle außer dem Partitiv, und Pluralpronomen flektieren neben dem Partitiv auch den Essiv nicht. Häufig werden im Diskurs die Personalpronomen durch Demonstrativpronomen ersetzt. Dies ist vor allem dann der Fall, wenn sie anaphorisch verwendet werden. Außerdem sind Personalpronomen optional weglassbar, weil neben Tempus auch noch Person und Numerus auf dem Verb kodiert sind. Am häufigsten wird dabei die 3. Person, im Vergleich zu anderen, weggelassen (sh. Pro-Drop).
| Person | Inarisamisch | Deutsch   |
| ------ | ------------ | --------- |
| 1. Sg. | mon          | ich       |
| 2. Sg. | ton          | du        |
| 3. Sg. | son          | er/sie    |
| 1. Du. | muäna        | wir beide |
| 2. Du. | tuäna        | ihr beide |
| 3. Du. | suäna        | sie beide |
| 1. Pl. | mij          | wir       |
| 2. Pl. | tij          | ihr       |
| 3. Pl. | sij          | sie       |

#### Deklination
Deklination des Personalpronomens son („er, sie“) in allen drei Numeri:
|           | Singular | Dual       | Plural      |
| --------- | -------- | ---------- | ----------- |
| Nominativ | son      | suäna      | sij         |
| Akkusativ | suu      | suännaid   | siʹjjid     |
| Genitiv   | suu      | suännai    | sij         |
| Illativ   | suʹnne   | suännaid   | siʹjjid     |
| Lokativ   | suʹst    | suännast   | siiʹst      |
| Komitativ | suin     | suännain   | siʹjjivuiʹm |
| Abessiv   | suutää   | suännaitää | siʹjjitää   |
| Essiv     | suuʹnen  | suännan    | –           |
| Partitiv  | suuʹđed  | –          | –           |

### Reflexivpronomen
Es gibt ein Reflexivpronomen in Skolt Saami jiõčč („selbst“), das sowohl nach Kasus (außer Abessiv und Partitiv) und Numerus (Singular und Plural) als auch nach Person (1., 2. und 3.) flektiert. Nur jeweils im Singular und Plural sind die Nominativformen identisch, ansonsten differenzieren sich alle voneinander. Das Reflexivpronomen kann auch als nomineller Modifikator wirken, indem es eine Koreferenz zwischen dem Besitzer eines NP-Kopfes und dem Subjekt eines Satzes ausdrückt.

#### Deklination
Deklination des Reflexivpronomens jiõčč  („selbst“):
|           | Singular  | Singular  | Singular  | Plural        | Plural        | Plural        |
| Person    | 1.        | 2.        | 3.        | 1.            | 2.            | 3.            |
| --------- | --------- | --------- | --------- | ------------- | ------------- | ------------- |
| Nominativ | jiõõõ     | jiõõõ     | jiõõõ     | jiijj         | jiijj         | jiijj         |
| Akkusativ | jiõõõan   | jiijjad   | jiijjâs   | jiijjjân      | jiijjjâd      | jiijjjâz      |
| Genitiv   | jiõõõan   | jiijjad   | jiijjâs   | jiijjjân      | jiijjjâd      | jiijjjâz      |
| Illativ   | jiõo'osan | jiõo'osad | jiõo'oses | jiõo'oseen    | jiõo'oeed     | jiõo'oeez     |
| Lokativ   | jijstan   | jijstad   | jijstes   | jijsteen      | jijsteed      | jijsteez      |
| Komitativ | jjijjinan | jjijjinad | jjijjines | jiijjeenvui'm | jiijjeedvui'm | jiijjeezvui'm |
| Essiv     | jiõõõnan  | jiõõõnad  | jiõõõnes  | jiõõõneen     | jiõõõneed     | jiõõõneez     |

### Demonstrativpronomen
Wie bereits in Personalpronomen erwähnt, werden Demonstrativpronomen im Diskurs anstelle von Nominalphrasen verwendet, da sie die gleichen syntaktischen Funktionen haben. Sie flektieren genau wie Nominale nach dem Kasus sowie für Singular und Plural. Es gibt zwei unumstrittene Demonstrativpronomen tät (dt. dieser) und tõt (dt. das). Tät referiert entweder auf entgegenkommende (proximale) Objekte oder wird für Referenten in der Nähe des Sprechers verwendet.Tõt hingegen wird bei sich entfernenden (distaler Diskursmarker) Objekten verwendet oder für entferntere Referenten. Neben dieser Funktion wird tõt auch als deiktischer Diskursmarker verwendet, welches oft einen anaphorischen Sinn ausdrückt. Da tõt zwei Funktionen hat und die eben erwähnten Demonstrativa die gleiche Übersetzung und Funktion wie im Finnischen haben, wird darüber diskutiert, ob es die gleiche Anzahl an Demonstrativpronomen auch in Skolt Saami gibt. Es scheint sich so zu verhalten, dass tõt eine Funktion von tut (dt. das) übernommen hat und es daher nur noch in einer Form vorliegt, das finnische System jedoch die Grundlage gebildet hat. tut kann jedoch auch noch als Demonstrativpronomen verwendet werden.

#### Deklination
Deklination der drei Demonstrativpronomens tät (dt. dieser), tõt (dt. das) und tut (dt. das):
|                 |           | tät       | tõt       | tut       |
| --------------- | --------- | --------- | --------- | --------- |
| S I N G U L A R | Nominativ | tät       | tõt       | tut       |
| S I N G U L A R | Akkusativ | tän       | tõn       | tun       |
| S I N G U L A R | Genitiv   | tän       | tõn       | tun       |
| S I N G U L A R | Illativ   | tääzz     | tõõzz     | tuuzz     |
| S I N G U L A R | Lokativ   | tä'st     | tõʹst     | tu'st     |
| S I N G U L A R | Komitativ | täin      | tõin      | tuin      |
| S I N G U L A R | Abessiv   | täntää    | tõntää    | tuntää    |
| S I N G U L A R | Essiv     | tää'đen   | tââʹđen   | tuuʹđen   |
| S I N G U L A R | Partitiv  | tääʹđ(ed) | tââʹđ(ed) | tuuʹđ(ed) |
| P L U R A L     | Nominativ | täk       | tõk       | tuk       |
| P L U R A L     | Akkusativ | täid      | tõid      | tuid      |
| P L U R A L     | Genitiv   | täi       | tõi       | tui       |
| P L U R A L     | Illativ   | täid      | tõid      | tuid      |
| P L U R A L     | Lokativ   | täin      | tõin      | tuin      |
| P L U R A L     | Komitativ | täivuʹim  | tõivuʹim  | tuivuiʹm  |
| P L U R A L     | Abessiv   | täitää    | tõitää    | tuitää    |

### Relativpronomen
Das Relativpronomen in Skolt Saami ist kååʹtt. Es flektiert nach Kasus und Numerus. Daneben können auch mii (dt. was) und ǩii (dt. wer) als Relativpronomen fungieren. Mit Hilfe der Kasusmarkierung des Relativpronomens kann die Rolle der Nominalphrase im Relativsatz abgelesen werden. Wenn das Relativpronomen im Nominativ steht, dann hat die Nominalphrase die Rolle des Subjekts. Beim Akkusativ ist es das direkte Objekt und beim Illativ das indirekte Objekt.

#### Deklination
Flektionsparadigma des Relativpronomens kååʹtt (ohne Übersetzung) nach Numerus:
|           | Singular | Plural    |
| --------- | -------- | --------- |
| Nominativ | kååʹtt   | kook      |
| Akkusativ | koon     | koid      |
| Genitiv   | koon     | kooi      |
| Illativ   | koozz    | kooid     |
| Lokativ   | koʹst    | koin      |
| Komitativ | koin     | kooivuiʹm |
| Abessiv   | koontää  | kooitää   |
| Essiv     | kååʹđen  | -         |
| Partitiv  | kååʹđed  | -         |

### Indefinitpronomen
Normalerweise werden -ne als Suffixe an bestimmte Relativpronomen angehängt, um indefinite Pronomen zu erzeugen. Im Ablativ (Singular und Plural) und Komitativ (Plural) wird -ne- als Interfix zwischen dem Pronomen und dem Kasusmorphem eingefügt.

#### Beispiel
- mii-ne = irgendetwas
- kååʹtt-ne = irgendetwas
- ǩii-ne = irgendjemand[4]

### Distributivpronomen
Das Suffix -a kann an bestimmte Relativpronomen angehängt werden, um distributive Pronomen zu erzeugen. Im Ablativ (Singular und Plural) und Komitativ (Plural) wird -a- als Interfix zwischen dem Pronomen und dem Kasusmorphem eingefügt.

#### Beispiel
- ǩii-a = jeder
- kuäbbaž-a = jeder[4]

### Negativpronomen
Das negative Wort ni kann vor einem Relativpronomen stehen, sodass es zu einem negativen Pronomen wird. Sobald ein negatives Pronomen im Satz steht, muss auch das negative Hilfsverb verwendet werden, um einen negativen Satz zu erzeugen.

#### Beispiel
- ni mii = nichts
- ni ǩii = niemand[4]

### Interrogativpronomen
Es gibt drei Interrogativpronomen in Skolt Saami, die in Singular nach allen Kasus flektiert werden und in Plural nur nach Nominativ, Akkusativ, Genitiv, Illativ, Lokativ, Komitativ und Abessiv:
- mii = was
- ǩii = wer

Eine Ausnahme stellt dabei
- kuäbbaž = welche(s) (von den beiden)

dar, weil hier nur nach Singular flektiert wird. Daneben gibt es noch weitere Fragewörter, die jedoch keine Interrogativpronomen sind:
1. koʹst = wo, von wo
2. koozz = wohin
3. kuäʹss = wann
4. mäʹhtt = wie
5. måkam = welcher Art[4]

#### Deklination
Flektionsparadigma der drei Interrogativpronomen mii, ǩii und kuäbbaž:
|                 |           | was       | wer       | welche    |
| --------------- | --------- | --------- | --------- | --------- |
| S I N G U L A R | Nominativ | mii       | ǩii       | kuäbbaž   |
| S I N G U L A R | Akkusativ | mâiʹd     | ǩeän      | kuäbba    |
| S I N G U L A R | Genitiv   | mõõn      | ǩeän      | kuäbba    |
| S I N G U L A R | Illativ   | mõõzz     | ǩeäzz     | kuäbbže   |
| S I N G U L A R | Lokativ   | mâʹst     | ǩeäʹst    | kuäbbast  |
| S I N G U L A R | Komitativ | mõin      | ǩeäin     | kuäbbain  |
| S I N G U L A R | Abessiv   | mõntää    | ǩeäntää   | kuäbbatää |
| S I N G U L A R | Essiv     | mââʹden   | ǩeäʹđen   | kuäbbžen  |
| S I N G U L A R | Partitiv  | mââʹđed   | ǩeäʹđed   | kuäbbžed  |
| P L U R A L     | Nominativ | mõõk      | ǩeäk      | -         |
| P L U R A L     | Akkusativ | mâid      | ǩeäid     | -         |
| P L U R A L     | Genitiv   | mââi      | ǩeäi      | -         |
| P L U R A L     | Illativ   | mâid      | ǩeäid     | -         |
| P L U R A L     | Lokativ   | mâin      | ǩeäin     | -         |
| P L U R A L     | Komitativ | mââivuiʹm | ǩeäivuiʹm | -         |
| P L U R A L     | Abessiv   | mââitää   | ǩeäitää   | -         |

## Sätze

### Satzeinbettung
Primärmarker der grammatischen Beziehungen in Skolt Saami ist die Kasusmarkierung.
- Dabei steht das Subjekt immer im Nominativ in intransitiven Sätzen. Bei transitiven Sätzen dient es auch der Markierung von dem Agenten.
- Objekte werden ebenfalls mit einem spezielle Kasus markiert abhängig von der semantischen Rolle. Das direkte Objekt steht im Akkusativ, der Rezipient im Illativ und die Quelle im Lokativ.[4]

### Prädikativsätz
Es gibt fünf Arten von Prädikatkonstruktionen in Skolt Saami: (i) Prädikatnominale; (ii) Prädikatsadjektive (attributive Sätze); (iii) Existenzkonstruktionen; (iv) Prädikatlokative; (v) Possessivsätze. Alle Prädikatkonstruktionen in Skolt Saami haben einen Mangel an semantisch reichen Verben; daher tritt lee'd nicht als Hilfsverb, sondern als Kopula auf. Diese Konstruktionen können auch Interrogative bilden, indem sie die Kopula nach vorne ziehen und ein Fragepartikel anfügen.
- Prädikatsnominale und Prädikatsadjektive verhalten sich identisch, da sie im Nominativ auftreten und mit dem Subjekt des Satzes im Numerus und Kasus übereinstimmen. Daher können sie auch subjektlos auftreten. Die Kopula muss dabei auch mit dem Numerus übereinstimmen.
- Prädikatsadjektive können in drei Graden erscheinen: im Positiven, Komparativen und Superlativen. Anders als bei positiven sind die komparativen und superlativen Formen von Adjektiven gleich, unabhängig davon, ob sie attributiv oder prädikativ funktionieren. Dabei scheinen attributive Formen auf 2 Klassen limitiert zu sein (auf Nominale der Klasse 4 und Klasse 11). Die Sprecher heutzutage unterscheiden jedoch kaum noch zwischen prädikativen und attributiven Formen.
- Bei den existenzialen Prädikaten handelt es sich um eine Behauptung über eine Existenz einer Entität. Dabei folgt diese Entität oft dem Verb.
- Bei dem lokativen Prädikat handelt es sich um Entitäten, die an einem bestimmten Ort sind. Auch hier folgt der Lokativ dem Verb. Diese Konstruktion verwendet oft eine Präpositionalphrase oder Nominalphrase als Argument.
- Bei den Possessivsätzen steht der Besitzer im Lokativ und das, was besessen wird, im Nominativ. Die Kopula lee'd (dt. sein) stimmt im Numerus mit dem, was besessen wird, überein.[4]

### Interrogativsätze
Es gibt zwei verschiedene Fragesätze: Polare Fragen und Informationsfragen.

#### Polaritätsfragen
Polaritätsfragen sind jene, die als Antwort entweder eine Bestätigung oder eine Ablehnung erwarten. Skoltsamische polare Fragen werden gleichzeitig auf einer morphologischen Ebene markiert, durch die Verwendung eines Fragemorphems, das an das erste Wort des Satzes gebunden ist, und auf einer syntaktischen Ebene, durch Bewegen des Verbs oder eines anderen Satzelements bis zum Anfang des Satzes. Bei Sätzen, die ein Auxiliar enthalten, wird dieses im Satz vorangestellt und nimmt das Fragemorphem an. Wie bereits erwähnt, ist das Fragemorphem nicht darauf beschränkt, an einem Verb befestigt zu sein, sondern fast jedes klausale Element kann als Fragewort fungieren.

#### Informationsfragen
Informationsfragen erwarten als Antwort eine Form von Information. Sie sind mit einem Fragewort gebildet, das in der Satz-Ausgangslage erscheint, die den Satz als Frage kennzeichnet. Das Fragewort tritt zusammen mit einer entsprechenden „Lücke“ in dem Satz auf, welche Informationen die Antwort geben soll.

### Negationssätze
Negative Sätze in Skolt Saami benötigen ein negatives Hilfsverb, das in Person und Numerus mit dem Subjekt übereinstimmt, da dieses negative Hilfsverb nun die Markierungsinformationen trägt. Ist die Information noch auf dem (positiven) Hilfsverb, dann nennt man diese Konnegative. Das Verb lee'd (dt. sein), ob als Hilfsverb, Kopulaverb oder in existenzieller oder besitzergreifender Konstruktion, hat in negativen Konstruktionen irreguläre Formen. In früheren Negativkonstruktionen, wie andere lexikalische Verben in Negativkonstruktionen, erscheint es in seiner früheren Partizipialform, leäm'maš (~ leäm'ma) oder manchmal verkürzt auf leäm. Heutzutage nimmt es die Form leäk'ku an und in negativen konditionalen und negativen potentiellen Konstruktionen erscheint es als le'čče bzw. ležže.

### Relativsätze
Relativsätze fungieren als nominale Modifikatoren und können rekursiv auftreten. Der Relativierer in Skolt Saami ist ein Relativpronomen, kåå'tt, das nach Kasus und Numerus flektiert. In Relativsätzen kann ein Reflexivpronomen als Subjekt erscheinen, obwohl das Verb bereits das Reflexivsuffix –õõtt trägt.

### Komplementsätze
Komplementsätze sind solche, die als Argument eines anderen Satzes fungieren. Dabei kann man mit Hilfe der Rekursion mehrere Komplementsätze in einen Matrixsatz einbetten, welche typischerweise Objektkomplemente sind. Diese Sätze können finit und nicht-finit sein.

#### Finit vs. nicht-finit
Abhängige Sätze und finite Komplementsätze sind in der präferierten Wortstellung SOV vorzufinden. Finite Komplementsätze brauchen einen Komplementierer što als Kopf und können nicht alleine als Nebensatz stehen, da Tempus, Modus und Aspekt auf dem Prädikat des Matrixsatzes markiert sind. Nicht-finite Komplementsätze brauchen keinen Komplementierer, weil sie durch das Subjekt des Matrixsatzes gesteuert werden. Auch bei nicht-finiten Sätzen bestätigt sich die typische Wortstellung, sodass das Objekt der nicht-finiten Verbform vorausgeht.

## Possessivität
Es gibt 4 verschiedene Wege, um Possessivität auszudrücken. Wie bereits bei den Nominalen und Pronomen erwähnt, können diese mit Hilfe der Genitivform einen Besitzer ausdrücken. Generell wird der Genitiv in erster Linie verwendet, um den Besitzer zu markieren. Neben dieser Ausdrucksmöglichkeit gibt es auch Possessivsuffixe, die nach Numerus und Kasus flektieren. Eine Ausnahme bildet dabei der Abessiv in Singular und Plural sowie der Komitativ in Plural, hierbei handelt es sich nicht um Suffixe, sondern um Interfixe, da sie entweder zwischen dem lexikalischen Stamm (Singular) oder dem Pluralmarker und dem Kasussuffix eingefügt werden. Die Realisierung des Possessivsuffixes wird durch seine Position in einem Wort bestimmt:
1. Vokal des Possessivsuffix in der Position des Latus (= der erste unbetonte Nukleus, der den Konsonantenzentrum folgt) steht: entspricht dem für jede Flexionsklasse angegebenen Suffix Vokal
2. Vokal des Possessivsuffixes in der Position des Vokalrands: dann wird er als e realisiert (Singular) oder ee, wenn der Besitzer im Plural ist

In Skolt Saami gibt es die Präferenz, dass das Possessivsuffix immer gemeinsam mit einem für den Besitz nicht gekennzeichneten Nomen auftritt. Ein anderer alternativer Weg, um Possessivität zu markieren, ist, dass der Possessor im Lokativ steht, gefolgt vom Kopulaverb leeʹd 'sein‘. Hierbei stimmt der Numerus mit dem Besitzenden überein. Auch das Relativpronomen kåå'tt im Lokativ kann einen Possesor/den Besitzenden abgeben.

## Affixfolge
Vor allem Suffixe und Interfixe sind im Skolt Saami zu finden. Suffixe werden an den Wortstamm angefügt und sind somit das letzte Element. Sie sind, neben vielen anderen, bei Numerus- und Kasusmarkierung sehr weit verbreitet. Diese Suffixe können fast an jedes kausales Element geheftet werden, wie bei den Fragemorphemen. Es ist nämlich nicht nur darauf beschränkt, sich an ein Verb zu befestigen. Es handelt sich um ein Interfix, wenn das eingefügte Morphem zwischen zwei anderen Morphemen eingefügt wird. So verhält es sich beispielsweise bei der Possessivmarkierung. Hier wird es lediglich im Abessiv Singular und Plural sowie im Komitativ Plural zwischen dem Kasus und Pluralmarker eingefügt.